# Turdus plumbeus
Turdus plumbeus е вид птица от семейство Turdidae.

## Разпространение
Видът е разпространен в Бахамските острови, Доминика, Доминиканската република, Кайманови острови, Куба, Пуерто Рико и Хаити.